# Нукунуку
Нукунуку (тонг. Nukunuku) — місцевість на острові Тонгатапу в королівстві Тонга. Розташоване між селами Фатай та Теекіу.